# Epimecis
Epimecis är ett släkte av fjärilar. Epimecis ingår i familjen mätare.

## Bildgalleri

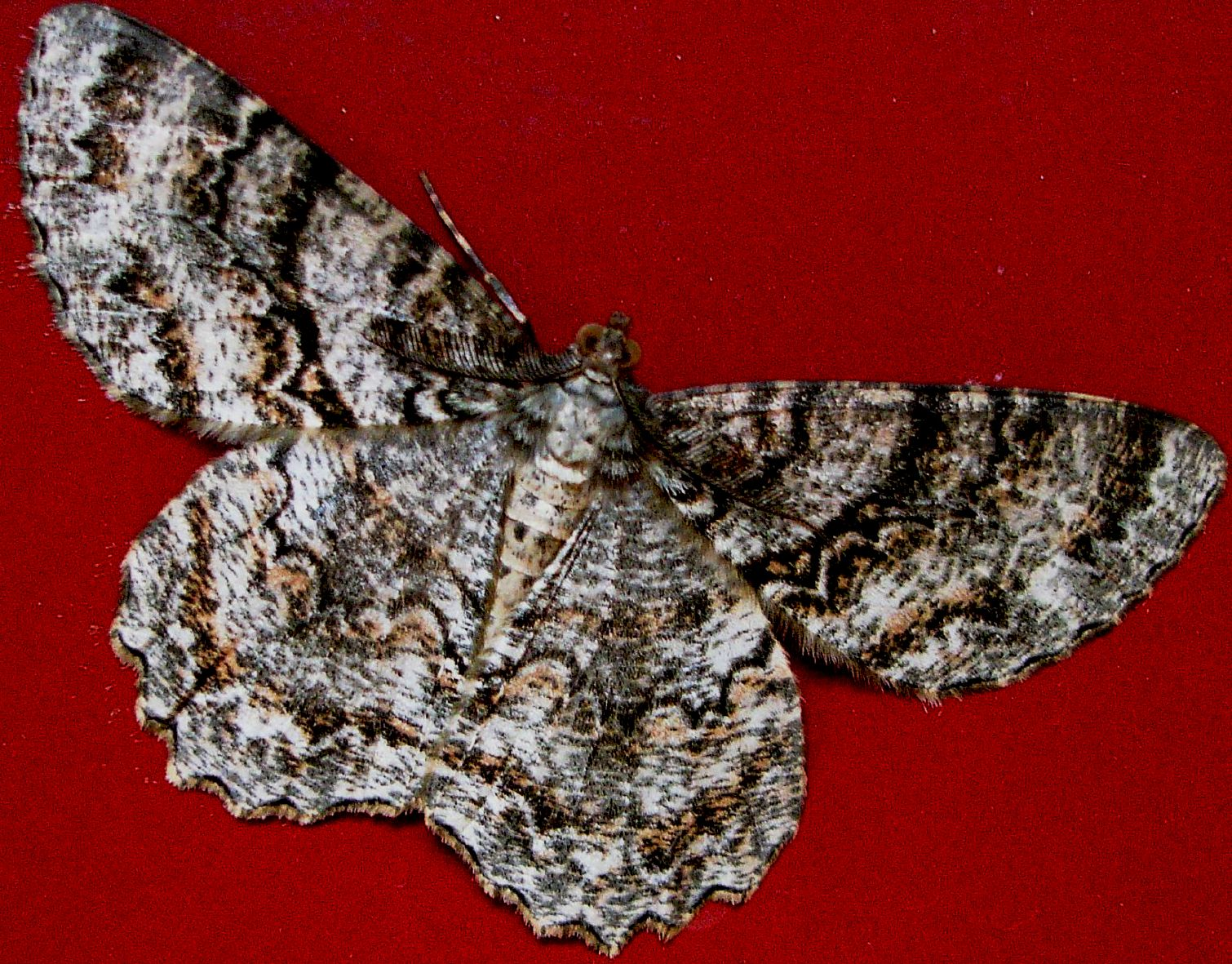
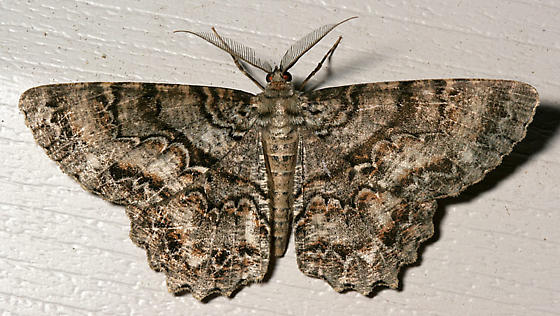
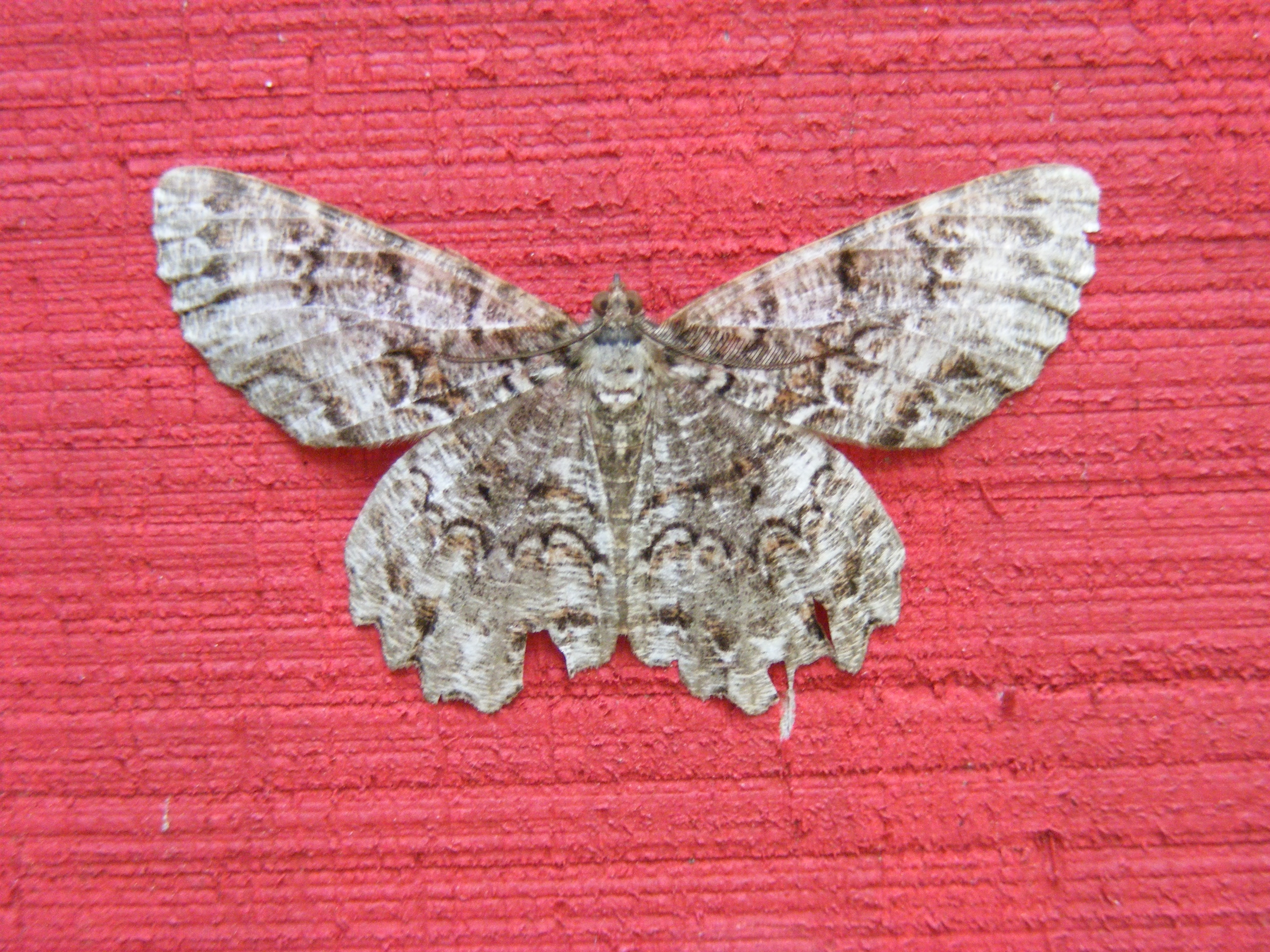
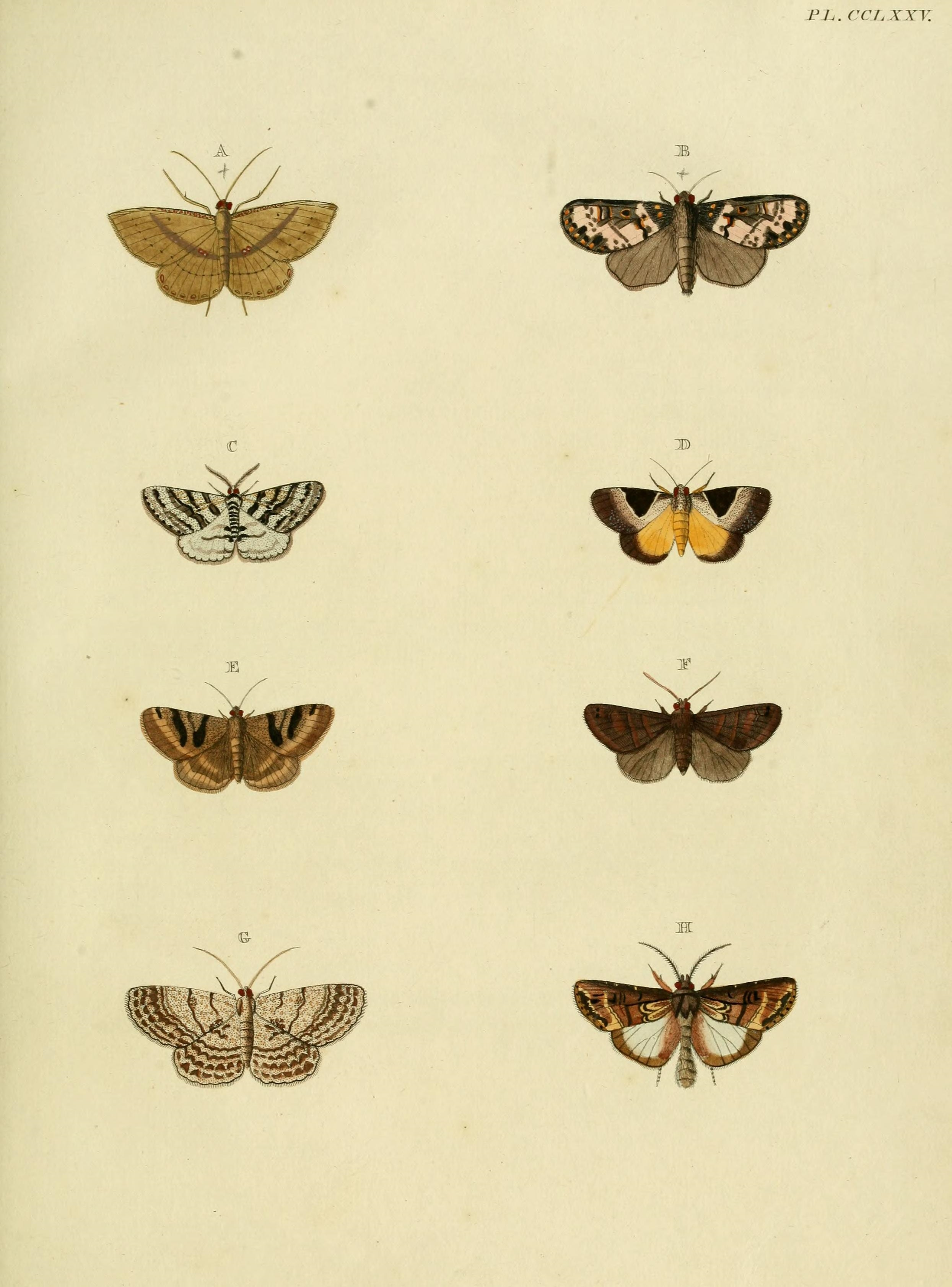

## Dottertaxa tillEpimecis, i alfabetisk ordning[1]
- Epimecis akinaria
- Epimecis amianta
- Epimecis amplaria
- Epimecis anonaria
- Epimecis benepicta
- Epimecis carbonaria
- Epimecis cineraria
- Epimecis confertistriga
- Epimecis conjugaria
- Epimecis consimilis
- Epimecis curvilinea
- Epimecis dendraria
- Epimecis detexta
- Epimecis diffundaria
- Epimecis disserptaria
- Epimecis fraternaria
- Epimecis fumistrota
- Epimecis funeraria
- Epimecis granulosaria
- Epimecis gravilinearia
- Epimecis hortaria
- Epimecis jamaicaria
- Epimecis liriodendraria
- Epimecis marcida
- Epimecis masica
- Epimecis matronaria
- Epimecis mundaria
- Epimecis nigriplena
- Epimecis nyctalemonaria
- Epimecis patronaria
- Epimecis plumbilinea
- Epimecis pudicaria
- Epimecis puellaria
- Epimecis repressa
- Epimecis scolopacea
- Epimecis scolopaiae
- Epimecis semicompleta
- Epimecis subalbida
- Epimecis subroraria
- Epimecis transitaria
- Epimecis vexillata
- Epimecis virginaria
- Epimecis virginiaria
- Epimecis wittfeldi